# Magdalenatapaculo
De magdalenatapaculo (Scytalopus rodriguezi) is een zangvogel uit de familie Rhinocryptidae (tapaculo's). Het is een bedreigde, endemische vogelsoort in Midden-Colombia.

## Ontdekking en naamgeving
Reeds in 1986 werd vermoed dat in een gebied dat ligt op de oostelijke hellingen van de Andes (Serranía de las Minas) in het departement Huila een tapaculo voorkwam met afwijkende roep en zang. Omdat het gebied politiek instabiel was, werd er geen uitgebreid onderzoek verricht. Pas in 2003 werden geluidsopnamen gemaakt en een paar vogels verzameld waarvan onder ander het Mitochondriaal DNA werd vergeleken met dat van andere soorten uit het geslacht. De soort werd in 2005 uitgebreid beschreven. De wetenschappelijke naam is een eerbetoon aan de Colombiaanse vogelkundige José Vicente Rodríguez Mahecha. De Nederlandse en Engelse naam verwijzen naar het dal van de rivier de Magdalena. In 2013 werd ontdekt dat 580 km noordelijk in het departement Norte de Santander een kleine populatie voorkwam die als nieuwe ondersoort  S. r. yariguiorum  werd beschreven.

## Kenmerken
De vogel is ongeveer 11,5 cm lang. Deze donkergrijs gekleurde vogel lijkt sterk op de andere soorten binnen dit geslacht. De soort lijkt sterk op Spillmanns tapaculo (S. spillmanni), maar die is groter en lichter van kleur. De stuit en de flanken van de magdalenatapaculo zijn kaneelkleurig met een patroon van donkere lijntjes. Het oog is donkerbruin en de snavel is zwart. De poten zijn dof bruin, de tenen iets lichter bruin.

## Verspreiding en leefgebied
Deze soort komt voor in centraal Colombia en telt twee ondersoorten:
- S. r. yariguiorum: noordelijk-centraal Colombia.
- S. r. rodriguezi: zuidelijk-centraal Colombia.

Het leefgebied bestaat uit natuurlijke, vochtige, montane bossen op 1700 tot 2300 m boven zeeniveau waar de vogel zich ophoudt in dichte onderbegroeiing en dicht bij of op de bosbodem foerageert op kleine insecten.

## Status
De magdalenatapaculo heeft een beperkt verspreidingsgebied en daardoor is de kans op uitsterven aanwezig. De grootte van de populatie werd in 2017 door BirdLife International geschat op 1500 tot 7000 individuen en de populatie-aantallen nemen af door habitatverlies. Het leefgebied wordt aangetast door ontbossingen waarbij natuurlijk bos wordt omgezet in gebied voor agrarisch gebruik zoals beweiding. Om deze redenen staat deze soort als bedreigd op de Rode Lijst van de IUCN.